# Мирошниківське водосховище
 Мирошниківське водосхо́вище  — невелике руслове водосховище на річці Коленівка (ліва притока р. Коломак). Розташоване в Коломацькому районі Харківської області.
- Водосховище побудовано в 1971 році по проекту Харківської філії інституту «Укрдіпроводгосп».
- Призначення — зрошення, риборозведення, рекреація.
- Вид регулювання — сезонне.

## Основні параметри водосховища
- нормальний підпірний рівень — 113,0 м;
- форсований підпірний рівень — 114,5 м;
- рівень мертвого об'єму — 109,9 м;
- повний об'єм — 1,542 млн м³;
- корисний об'єм — 1,442 млн м³;
- площа дзеркала — 79,3 га;
- довжина — 3,55 км;
- середня ширина — 0,22 км;
- максимальні ширина — 0,43 км;
- середня глибина — 2,0 м;
- максимальна глибина — 5,0 м.

## Основні гідрологічні характеристики
- Площа водозбірного басейну — 81 км².
- Річний об'єм стоку 50 % забезпеченості — 3,40 млн м³.
- Паводковий стік 50 % забезпеченості — 2,68 млн м³.
- Максимальні витрати води 1 % забезпеченості — 67,8 м³/с.

## Склад гідротехнічних споруд
- Глуха земляна гребля довжиною — 320 м, висотою — 7,5 м, шириною — 10 м. Закладення верхового укосу — 1:8, низового укосу — 1:3.
- Шахтний водоскид із монолітного залізобетону висотою — 4,8 м, розмірами 2(3х5)м.
- Водоскидний двохвічковий тунель довжиною — 30 м, розмірами 2(2,5х3)м.
- Донний водоспуск із двох сталевих труб діаметром 400 мм, обладнаних засувками. Розрахункова витрата — 0,63 м³/с.

## Використання водосховища
Водосховище було побудовано для зрошення в колгоспі «50 років Жовтня» Валківського району.
На даний час використовується для потреб риборозведення ТОВ «Ентранс».